# Braunsdorf (Auma-Weidatal)
Braunsdorf was een gemeente in de Duitse deelstaat Thüringen. Op 1 december 2011 werd ze onderdeel van de landgemeente Auma-Weidatal. Naast het dorp Braunsdorf omvatte de gemeente ook de kern Tischendorf.